# Bairdford, Pennsylvania
Bairdford, Pennsylvania (енгл. Bairdford) насељено је место без административног статуса у америчкој савезној држави Пенсилванија.

## Демографија
По попису из 2010. године број становника је 698.
| Група             | 2000.    | 2010.       |
| Белци             | 0 (0,0%) | 684 (98,0%) |
| Афроамериканци    | 0 (0,0%) | 3 (0,4%)    |
| Азијати           | 0 (0,0%) | 0 (0,0%)    |
| Хиспаноамериканци | 0 (0,0%) | 8 (1,1%)    |
| Укупно            | 0        | 698         |